# Маги
Ма́ги (от др.-перс. 𐎶𐎦𐎢𐏁 (maguš), др.-греч. Μάγοι, лат. magus) — жрецы и члены жреческой касты в Древнем Иране, а также в ряде соседних с Ираном стран. По сведениям Геродота (V век до н. э.), магами называлось одно из племён мидийцев, и в то же время мидийские предсказатели и жрецы. По мнению некоторых исследователей, маги в своих религиозных воззрениях придерживались монотеизма.
С распространением зороастризма в Западном Иране маги выступают как его жрецы, признававшие Заратуштру своим пророком (исследователи по-разному датируют это событие: от VII до конца V — начала IV веков до н. э.). Маги играли большую роль в политической жизни Древнего Ирана; на ранних этапах государственности в целом поддерживали царскую власть в борьбе против родовой знати; при Сасанидах маги были в основном оплотом консервативных норм общественной жизни.
В эллинистический период и позднее слово «маги» стало обозначать волшебников, чародеев, астрологов и т. п.

## Этимология
По мнению современных лингвистов, этимология слова неясна. Считается, что первоначальным значением этого мидийского термина было «член племени», и лишь впоследствии произошёл семантический сдвиг и оно стало обозначать «члена священнического племени», то есть жреца.
Энциклопедический словарь Брокгауза и Ефрона персидское слово maguš сравнивал с санскритским «mah», древнезендскими «meg, mag, mug», клинописным «magush», греческим «μέγας», латинским «magis», русским «могучий». Слово «маги» также было упомянуто как этноним в Бехистунской надписи Дария I. Уже у Геродота mágos (ед.ч.) или Μάγοι (мн.ч.) представляется как наименование племени, из которого выходили жрецы иранской религии. В эллинистический и римский периоды термин означает толкователь снов, предсказатель, чародей, астролог, а также более негативные значения, как шарлатан, колдун и т. д. На арабском языке majus ассоциируются с огнепоклонниками и зороастрийцами.

## История
Существует точка зрения, что Маги — это мидийское племя, из которого сложилось сословие жречества во всём Иране; так именовалось племя, отличавшееся особыми верованиями и ритуалами, из среды которого набирались жрецы у мидийцев и древних персов. Однако не все выходцы из племени Маги были жрецами. При этом сами Маги для обозначения жрецов использовали другое название — авест. "āϑravan, атраван". Жречество у племени Маги было в то время наследственно, но не носило характера замкнутой касты. В Мидии и Персии члены жреческой касты, принадлежавшие к особому поколению мидян, сосредоточили в своих руках все научное образование; они заведовали религиозными обрядами, совершали жертвоприношения живым скотом, отправляли ритуал приготовления хаомы, а также играли влиятельную роль в жизни государства. По мнению И. М. Дьяконова, племя Маги могло первоначально обитать в области Раи (будущий Реи), начальником которой, по указаниям «Авесты», со временем стал сам Заратуштра — основатель учения зороастризма. Вероятно, что именно среди жрецов племени Маги религия Зороастризма (безотносительно того где она возникла) впервые возобладала; этим объясняется тот факт, что в последующее время «маг» стал синонимом зороастрийского жреца. Религия Зороастра, по-видимому, очень рано была воспринята царями Мидии, которые возвели её на степень государственной религии, а членов мидийского рода Маги признали жрецами её. Глава их — верховный мобед был первым в иерархии Мидийского царства.
После падения мидийского царства в VI в. до н. э. его религия и жречество перешли к Персии, где Маги сохранили все свое значение в период правления Ахеменидов и наследовавших им Сасанидов. Верховый мобед был в числе первых сановников царства. Прошли Маги и период гонений во времена Дария I. В Бехистунской надписи упоминается Маг Гаумата как мятежник, который смог некоторое время занимать престол Ахеменидов. Но был изобличен как Лже-Смердис и казнен. В этот период сами маги подверглись избиению и гонениям..
За пределами Древнего Ирана также встречаются сведения о «магах». Из обнаруженных вавилонских клинописных табличек и египетских папирусов ахеменидского периода становится ясно, что маги-жрецы Древнего Ирана в данном временном отрезке уже появились в Вавилоне и Египте. Мидия в период VII—VI в.в.до н. э. являлась центром распространения деятельности культурной и религиозной области. Вероятно, это и объясняет упоминания Маги-жрецов в источниках о государственных образованиях за пределами Древнего Ирана. Однако, стоит с осторожностью относиться к данным источников в связи с возможной омонимией. По мнению Дандамаева М. А., существует отличие между определением «мидийские маги» (иранские) и значением слова «маги» у соседних народов, которое оно приобрело позже как «чародей», «астролог» и т. д. Это касается применения термина «маги» во всех регионах Древнего мира, где жречество играло ведущую роль.
Упоминания Ассиро-Вавилонских жрецов как «маги» можно найти в Библейской традиции (Иерем. XXXIX). Однако, существует точка зрения ошибочности смешивания мидийской религии Древнего Ирана в лице жрецов племени Маги и религии халдеев Вавилона. По некоторым источникам, также как и мидо-иранские маги, халдеи упоминаются в качестве племени и халдеев-жрецов, хотя принадлежность последних к одноимённому племени спорна.
В эллинистический период и позднее слово «Маги» стало означать волшебников, чародеев, астрологов и т. п.. В истории римлян Маги воспринимаются по разному. Римские сатирики времён Империи бичуют как самих магов, так и их многочисленных клиентов. Восточные маги для них были обманщиками, эксплуатировавшими народное суеверие. Тацит называет мудрость восточных магов суеверием (magicae superstitiones), а Плиний видит в ней «пустоту» и «обман» (vanitates magicae, mendacia magica). Несмотря на это, маги получали всё большее и большее влияние в римском обществе. Во многих домах римской знати они состояли на жаловании, а при дворе кесарей по временам жили целыми полками, играя важную роль во всех придворных интригах. Уже во II веке до н. э. была попытка изгнать халдеев из Рима. Закон Суллы, относившийся к разным сикариям и тайным злодеям, на практике применялся и к магам. В последующее время иные правители преследовали магов, а другие же покровительствовали им. Так, император Октавиан Август, старавшийся восстановить старый римский культ, запрещал азиатским магам и астрологам заниматься своими предсказаниями и даже сжигал их книги. Тиберий и Клавдий также издавали различные постановления касательно изгнания «математиков и магов», хотя известно, что лично Тиберий был далеко не равнодушен к ним и тайно окружал себя целыми «стадами халдеев» (по саркастическому выражению Тацита). Нерон относился к ним настолько благосклонно, что не прочь был принять участие в пиршествах магов. Веспасиан, Адриан и Марк Аврелий относились к ним с терпимостью. Некоторые из восточных магов, как, например, Аполлоний Тианский, приобретали громкую известность
Одно из последних исследований выдвигает предположение о связи древнеиранской и китайской культур. Виктор Х. Майр (1990) предположил, что китайский wū (巫 шаман; ведьма, волшебник) может происходить как заимствованное от древнеперсидского maguš «маг; маги». Майр приводит открытие двух статуэток с явно европеоидными чертами, датируемых VIII веком до н. э., которые были найдены в 1980 году при раскопках дворца династии Чжоу в уезде Фуфэн, провинция Шэньси.

## Упоминания в литературе
Одним из первых упоминаний о «магах» встречается в Бехистунской надписи Дария I (VI век до н. э.), где они представлены как этническое образование. По определению позднейшего лексикографа Свиды, «магами» назывались «у персов философы и богословы». У греческих писателей, можно заметить значительные колебания в отношении происхождения и этимологии термина «маги». Впервые У Эсхила, например, оно просто означает племя, как и в свидетельстве Геродота. В греческом переводе Библии «магами» называют вавилонских и египетских мудрецов, толкователей снов, толкователей священных книг, врачевателей, волшебников, некромантов и пр. Во времена Александра Македонского и его преемников античные авторы «магами» именовали жрецов ираноязычных народов. Затем термин употребятся в отношении священнослужителей зороастризма. Одни из первых сведений о Маге Заратустре встречаются у Ксанфа Лидянина, а также Диогена Лаэртский и Плиния. В эллинистическое время проходит смешение терминов «халдеи» (применявшегося в отношении месопотамских жрецов) и «маги». Постепенно этими названиями сначала начинают обозначать восточных жрецов, а после и «разных чародеев или колдунов, заклинателей, искусство которых имело иногда весьма сомнительное значение. Самое слово маги сделалось, особенно впоследствии, синонимом всякого обмана и шарлатанства». Связывали с ними и магию.
У арабских авторов термин «маги» произносится как «маджус». В исламской литературе термин «маг» стал обозначать «огнепоклонника», приверженца зороастризма.. Однако, аш-Шахрастани (XII в.) представляя «Маги» религиозным сословием — жрецами, при этом различает «маги» (в его интерпретации также «огнепоклонники») и «зороастрийцев». Он считает их приверженцами двух разных религиозных учений. По его мнению, первоначально оба учения были построены на единобожии. Однако, позже в учении «магов» появляются элементы язычества.

## Евангельские и средневековые предания
В евангелии сказано, что к Христу в Вифлеем «пришли с востока Волхвы и спрашивали, где родившийся царь Иудейский» (Матф. II, 1 и 2). В евангельском подлиннике на греческом и еврейском языках слово «волхвы», (определение на русском языке) называется «маги». Маги, поклонившись новорожденному Христу, найденному ими в Вифлееме, по свидетельству евангелиста, «отошли в страну свою», возбудив тем крайнее раздражение Ирода I. Около времени Рождества Христова, а именно в 747 году после основания Рима, на небе видно было чрезвычайно редкое сочетание планет Юпитера и Сатурна в созвездии Рыб. Оно не могло не обратить на себя внимания всех, кто наблюдал за звёздным небом и занимался астрономией. В следующем году к этому сочетанию также присоединился Марс, который ещё более усилил необычайность всего явления. Страна, откуда они прибыли на поклонение к Иисусу точно не указывается. Однако существует мнение о происхождении «маги» из страны, находящейся в восточном от Палестины направлении. Предположительно из Вавилонии или другой части Месопотамии, или же прилегающих к ним местностей. Эту гипотезу выдвинул экзегет Цан и другие богословы.
Между тем в античные времена слово «маги» имело довольно определённое значение: так именовали жрецов иранской религии, которая ко времени Рождества Христова была широко распространена не только на Востоке, но и в самой Римской империи. Следовательно, по Евангелию, именно исповедники и служители этой религии первыми склонились у колыбели Богочеловека. Судя по большинству источникам иранские маги увидели духовных единомышленников в иудейском народе, потому что так же как и евреи, они не поклонялись идолам, а чтили единого Бога. Вскоре после своей победы над Вавилоном Иранский правитель Кир освобождает евреев, которые находились в Вавилонском плену. Он отправляет их на родину и повелевает восстановить храм, снабжая всем необходимым для этого.
О них сложился целый цикл легенд, в которых восточные мудрецы являются уже не простыми магами, а царями, представителями трёх рас человечества. Предание называет их — Каспар, Мельхиор и Валтасар, и подробно описывает самую их наружность. В восточных христианских сказаниях маги получают ещё более внешнего величия и блеска. Они прибыли в Иерусалим со свитой в тысячу человек, оставив позади себя на левом берегу Евфрата отряд войска в 7000 человек. По возвращении в свою страну (на отдалённейшем Востоке, у берегов океана) они предались созерцательной жизни и молитве, и когда апостолы рассеялись для проповеди Евангелия по всему миру, то апостол Фома встретил их в Парфии, где они приняли от него крещение и сами сделались проповедниками новой веры. Легенда прибавляет, что их мощи впоследствии были найдены царицей Еленой, положены были сначала в Константинополе, но оттуда перенесены были в Медиолан (Милан), а затем в Кёльн, где их черепа, как святыня, хранятся и доселе. В честь их на Западе установлен был праздник, известный под названием праздника трёх царей (6 января) и они сделались вообще покровителями путешественников. Вследствие этого последнего обстоятельства имена их нередко употреблялись для названия гостиниц.